# 扬·德乌戈什
扬·德乌戈什（波蘭語：Jan Długosz，1415年12月1日—1480年5月19日）一译约翰·德鲁哥兹，家族紋章為維尼亞瓦，是15世纪波兰外交官，历史学家及編年史學者。他同時也是神職人員、地理學者、波蘭首位紋章學者、外交官、克拉科夫法政牧師、克拉科夫主教秘書長。1428～1431年在克拉科夫大学求学，1467年起在卡齊米日・亞捷隆屈克的宮廷內擔任其子導師。1480年被命名為利沃夫主教，曾多次參加使節團外派：1449年前往羅馬， 1467年前往捷克，1469年前往匈牙利，1478年前往維謝格拉德。
扬·德乌戈什出版過多本歷史著作，其中以1455～1480年間编写的《波蘭史》（Annales seu cronici incliti regni Poloniae）最為知名，記載了波蘭從創始至1480年間的歷史。全書總共12卷，对波蘭历史做了极具倾向性的描述，借此激发波兰人的自豪感。